# Jean Santeuil
Jean Santeuil és una obra literària de joventut de Marcel Proust començada l'any 1895 però que no fou mai acabada. La seva edició va dur-se a terme molt més tard (1952), a partir d'una compilació d'un conjunt de folis i fragments relatius a la referida obra en curs d'escriptura, trobats pòstumament.
El seu interès recau especialment per la relació que té amb la gran obra de Proust, A la recerca del temps perdut, molts passatges de la qual es troben en estat embrionari dins de Jean Santeuil.
És també interessant perquè l'obra es pot llegir gairebé com una autobiografia de Marcel Proust dels vint-i-quatre als vint-i-nou anys; hi fa constar els seus records d'infància i de joventut, la descripció dels llocs que ha freqüentat, les seves idees i la seva visió de l'art.
Finalment és l'única novel·la (amb La Història contemporània d'Anatole France) que fou escrita sobre l'afer Dreyfus durant els esdeveniments.

## La novel·la
Jean Santeuil conta la història d'un jove, Jean Santeuil, enamorat de la literatura i de la poesia, la seva infantesa i la seva entrada al món. Es desenvolupa tant en el París mundà de la fi del segle xix com en diferents llocs de província, com Illiers (que esdevindrà Combray a la Recerca), el castell de Réveillon, al Marne, o Beg Meil, a la Bretanya.
En realitat, Jean Santeuil comença per un joc de miralls. En el prefaci redactat per Proust, el narrador i un amic, que s'hostatgen en una petita fonda bretona, troben l'escriptor C. Aquest, atrinxerat en una hostatgeria rural, passa les seves jornades escrivint dins d'un far aïllat. Aleshores, el narrador i el seu amic teixeixen una relació intel·lectual amb aquest i tots els vespres, C. els llegeix el que ha escrit durant la jornada. És el manuscrit de C. el que es proporciona al lector com al que és el llibre que té entre les mans, resseguint la vida de Jean Santeuil.

## La gènesi de la novel·la
Després de la publicació del recull de narracions i de poemes Els plaers i els dies, Marcel Proust, amb vint-i-quatre anys es llançà a la redacció d'una novel·la que va abandonar l'any 1899 però a la qual unirà diferents folis que escriurà posteriorment.
Es tracta per tant d'un gran assaig novel·lístic, de prop de mil pàgines, sense fi, sense intriga, sense composició pròpiament dita. Sembla que el mateix Proust hagués subestimat el temps necessari per acabar aquesta obra i que s'hagués deixat embarcar en una obra que l'hauria sobrepassat.

## L'edició
Cal esperar el 1952 perquè Jean Santeuil aparegui a les edicions Gallimard a la col·lecció NRF, en tres volums. Bernard de Fallois, per intermediació d'André Maurois, classifica i transcriu el material escrit «de les caixes de folis esparsos, esquinçats, que en el moment de la mort de Marcel eren al guarda-moble» (cita d'André Maurois al seu prefaci a Jean Santeuil l'any 1952).
Bernard de Fallois va escollir d'ordenar el manuscrit en primer lloc seguint l'ordre volgut per Marcel Proust que havia numerat un cert nombre de folis; a continuació segons l'edat del protagonista; finalment per temes (ciutat de guarnició, figures mundanes, l'amor…). Li donà un títol, Jean Santeuil, segons el protagonista de l'obra i hi afegí certs connectors per donar més coherència al text.
L'edició de 1971 a Gallimard a la «Biblioteca de la Pleiade», establerta per Pierre Clarac i Yves Sandre, suprimeix aquests afegits de connexió tot guardant en l'essencial l'ordre escollit per Bernard de Fallois i proposa capítols i subcapítols als quals donen títols, amb correspondència amb els fragments manuscrits.
Finalment l'edició de Gallimard a la col·lecció «Quarto» de 2001 reprèn, bastant fidelment, el text establert l'any 1971 i l'ordre dels capítols creats per Clarac i Sandre.
El text establert així proposa dotze capítols:
- Préface
- Enfance et adolescence
- À Illiers
- Les Réveillons
- Les Réveillons à Paris
- Réveillon à la belle saison
- Réveillon à la mauvaise saison
- Villes de garnison
- Le scandale Marie
- Autour de "l'Affaire"
- La vie mondaine de Jean
- Figures mondaines
- De l'amour
- La vieillesse des parents de Jean